# John Anderson (mezzofondista)
John Paul Anderson (26 marzo 1936) è un ex mezzofondista britannico.

## Palmarès
| Anno                                  | Manifestazione          | Sede     | Evento       | Risultato | Prestazione | Note                          |
| ------------------------------------- | ----------------------- | -------- | ------------ | --------- | ----------- | ----------------------------- |
| In rappresentanza della Gran Bretagna |                         |          |              |           |             |                               |
| 1962                                  | Europei                 | Belgrado | 5000 m piani | 6º        | 14'04"2     | Miglior prestazione personale |
| In rappresentanza dell' Inghilterra   |                         |          |              |           |             |                               |
| 1962                                  | Giochi del Commonwealth | Perth    | 3 miglia     | 9º        | 13'44"0     |                               |